# Bioökonomisches Modell
Ein bioökonomisches Modell ist ein Modelltyp in der Umwelt-, Ressourcen- sowie Agrarökonomik.

## Definition
Es gibt keine allgemein anerkannte, eindeutige Definition von bioökonomischen Modellen. Es ist vielmehr ein Oberbegriff für Modelle, die ein (standard-)ökonomisches Modell um eine biophysikalische Komponente erweitern. Bioökonomische Modelle befassen sich üblicherweise mit der optimalen Nutzung nachwachsender Ressourcen; sie sind in aller Regel Wachstumsmodelle. Ihre Zielfunktion maximiert typischerweise den Kapitalwert einer mit der Ressourcennutzung zusammenhängenden Profitgröße. Es gibt allerdings zunehmend auch bioökonomische Modellierungsansätze, die mehrere Zielfunktionen verwenden.
Bioökonomische Modelle verwenden oft Elemente der Kapitaltheorie und der Theorie der optimalen Steuerung. Manche Modelle befassen sich mit nichtlinearen und dynamischen Systemen. 

## Beispiele bioökonomischer Modelle
Bioökonomische Modelle sind vor allem in drei Bereichen verbreitet: Forstökonomik, Fischereiökonomik und Agrarökonomik. Die üblicherweise eingesetzten Modelle und Ansätze unterscheiden sich zwischen den diesen.

### Forstökonomik
In der ökonomischen Analyse der Forstwirtschaft werden bioökonomische Modelle primär genutzt, um die optimale Forstbewirtschaftung zu modellieren. Sie basieren auf recht einfachen Wachstumsfunktionen, die üblicherweise von einem festen Zusammenhang zwischen Bestands- und Stromgrößen ausgehen. Das Faustmann-Pressler-Ohlin-Modell dient der Optimierung der Altersstruktur eines Forstbestandes durch die Maximierung eines diskontierten Wertwachstumsfunktion. Ein zweiter Modelltyp maximiert mithilfe mathematischer Programmierung den ökonomischen Wert eines Forstbestandes durch Optimierung des Biomassevolumens. Die biophysikalische Komponente ist eine Holzwachstumsfunktion, in die Umweltfaktoren als exogene Variable einfließen. Erweiterungen modellieren Forstbestände mit mehreren Arten oder beziehen in einfacher Weise Forstprodukte, die kein Holz sind (non-timber forest products, NTFP), mit ein.

### Fischereiökonomik
Ähnlich wie in der Forstökonomik werden bioökonomische Modelle zur Modellierung der optimalen Nutzung von Fischereibeständen eingesetzt. Auch hier werden relativ einfache Wachstumsfunktionen unterstellt. Üblicherweise wird angenommen, dass der Ertrag vom Biomasse-Bestand und vom Aufwand abhängig ist. Das Ziel der Modellierung ist die Identifizierung des profitmaximierenden Aufwands. In neueren Modellen wird dabei üblicherweise der maximale nachhaltige Ertrag (maximum sustainable yield) modelliert. Umweltvariable werden meist durch mechanistische Populationswachstumsfunktionen einbezogen.

### Agrarökonomik
In der Agrarökonomik werden bioökonomische Modelle eingesetzt, um die optimale Bewirtschaftung von Agrarflächen zu untersuchen. Meist wird dabei der Einfluss Veränderungen in Umweltvariablen (z. B. Bodenqualität oder Wasserverfügbarkeit) analysiert. Außerdem werden bioökonomische Modelle hier auch zu Politikanalysen eingesetzt, z. B. um die Folgen eines Glyphosat-Verbots zu untersuchen. Die Modelle können auf einfachen „buchhalterischen“ Ansätzen (z. B. Deckungsbeitragsanalysen), empirischen Regressionsanalysen oder mathematischer Programmierung basieren. Erweiterungen können auch Interaktionen und Rückkopplung zwischen Bewirtschaftung und Umwelt einbeziehen.